# Покемон Слънце и Луна
Покемон Слънце и Покемон Луна (Pokémon Sun and Pokémon Moon / ポケットモンスター　サン・ムーン Poketto Monsutā San & Mūn) са две ролеви видеоигри, които излизат на пазара през ноември 2016 г. и са част от серията Покемон, разработена от Game Freak и публикувана от The Pokémon Company. Планирано е игрите да бъдат пуснати през ноември 2016 г. за игралната конзола Nintendo 3DS, по случай двадесетата годишнина на марката Покемон.

## Геймплей

### Характеристики
Показаното концептуално изкуство по време на обявяването на играта е в демонстрация, че Покемон Центровете и Покемон Моловете ще получават ъпдейти на дизайна. IGN и Kotaku отбелязват изобилието от превозни средства в концептуалния арт, включително пожарни коли, пикапи и линейки, някои от които карани от Покемони. Покемон Слънце и Луна е първата игра от поредицата, която ще има опция за китайски език. Във видео към играта, излязло на 10 май 2016 година, началните Покемони са представени като Раулет (Rowlet) (трева/летящ), средната му форма Дартрикс (Dartrix) (трева/летящ), крайната му форма Десиджуай (Decidueye) (трева/призрак) ,Литен (Litten) (огън), еволюцията му Торакет (Torracat) (огън), крайната му форма Инсинъроър (Incineroar) (огън/мрачен), Поплйо (Popplio) (вода), Брйон (Brionne) (вода) и крайната и форма Примарина (Primarina) (вода/фея). Легендарните Покемон също бяха показани. Официалните им имена вече са обявени, те се наричат Солгалео (Solgaleo) и Лунала (Lunala).

### Свързване с други устройства
Покемон Слънце и Луна ще бъде съвместима с Покемон Банката – онлайн Покемон система за съхранение, представена при предишните Покемон игри. Nintendo заявява, че Покемони, хванати в предишните версии на играта, ще бъдат достъпни в Слънце и Луна.

## Развиване на действието
Играта се развива в тропическия регион Алола. Джо Скревъбл от IGN я описва като „Превземането на Хаваите от Покемон“, най-вече заради промоционалния арт показан в оригиналния трейлър, който включва палмови дървета, типични за Хаваите. Още нещо показващо, че играта ще е базирана около Хаваите, е вторият трейлър, който показва как мъж с името Професор Кукуи, който впоследствие се оказва че е покемон професорът на Алола разговаря с играча. Кукуи е дърво, познато още като индийски орех, и символ на Хаваи. Японска реклама показва семейство, което лети над арихепалага Диамантената глава в Хонолулу, и пристига на летището в Хаваите.

## Излизане на пазара
На 25 февруари 2016 г., информацията за съществуването на двете игри изтича публично, когато от Nintendo бива открита на сайта на Службата за интелектуална собственост на Европейския съюз. IGN насочват вниманието към скорошното представяне на нов Покемон, Магйърна (Magearna), като знак за това, че скоро ще бъдат представени двете нови игри. Игрите са официално обявени на следващия ден чрез презентация на Nintendo по случай двадесетата годишнина на марката Покемон. Играта ще поддържа девет езика. На 10 май 2016 г. е публикувана още информация чрез нов трейлър, който включва нови Покемони, и официалните дати свързани с играта. Покемон Слънце и Луна ще бъдат пуснати на пазара в Япония, Северна Америка и Австралия на 18 ноември 2016 година, и в Европа на 23 ноември 2016 година.